# Фудзита, Дэн
Дэн Фудзита (яп. 藤田田 Фудзита Дэн, 3 марта 1926 года — 21 апреля 2004 года) — японский бизнесмен, основатель сети ресторанов быстрого питания McDonald’s в Японии.

## Биография
Фудзита родился в Осаке, в семье матери-христианки и отца, работавшего в иностранной компании. Он рос в семье с достатком и благодаря тому, что его отец работал в британской компании инженером-электриком, он смог выучить английский язык.
С начала Второй мировой войны его отец стал критиковать «божественное происхождение» японского императора, из-за чего подвергался слежке со стороны японской полиции. Благодаря неординарным взглядам отца, Фудзита научился правильно высказывать свое мнение и позже стал знаменит своими откровенными высказываниями.
В результате американских бомбардировок погиб его отец, и большая часть всего города была разрушена.
Смирившись с гибелью отца, Фудзита получил образование на юридическом факультете Токийского университета и после его окончания в 1951 году решил заняться бизнесом, который он начал ещё будучи студентом университета.
В 1967 году Фудзита посетил Соединённые Штаты, где впервые столкнулся с Макдоналдсом. Его шокировала чистота и скорость обслуживания клиентов, и когда Фудзита узнал о том, что компания хочет открыть свои рестораны в Японии, он сразу же изъявил желание присоединиться к этому проекту. В итоге, несмотря на конкуренцию и ничтожно малые шансы на успех, компания Фудзиты получила партнёрство. Стивен Барнс, который на тот момент был директором McDonald’s International, объяснял своё решение тем, что Фудзита был решительным и заинтересованным кандидатом, что сильно выделяло его персону среди других бизнесменов, которые воспринимали расширение Макдоналдса лишь как возможность заработать.

## Макдональдс в Японии
Сначала Фудзита решил изменить название ресторана, чтобы японцам было легче его произносить. Вместо английского названия McDonald’s, он предложил более японское (яп.マクドナルド , рус. «макудонарудо»). Помимо этого, у Фудзиты возникли распри с управляющими из-за того, что они не могли определиться где открыть первый филиал Макдональдса в Японии.
Руководство настаивало на том, чтобы компания расширялась по американскому образцу, согласно которому, первые рестораны открывались в пригородах. Но Фудзита смог убедить управляющих, что лучшим выбором будет экономический центр Японии — столичный район Гиндза. Первый ресторан был открыт в 1971 году, но только в 1973 году он начал рекламироваться на телевидении и радио.
После расширения присутствия McDonald’s в Японии и получения чистой прибыли в размере около 1 миллиарда долларов США, Фудзита ушел в отставку 5 марта 2003 года. Однако он предположил, что к 2010 году в Японии будет открыто около 10 000 ресторанов McDonald’s. В декабре 2003 года McDonald’s заплатил 57 миллионов долларов за расторжение контракта с Fujita and Company и выходное пособие в размере 24 миллионов долларов США.
Семья Фудзиты владела 25 % акций McDonald’s Japan до 2005 года, когда она продала свою долю фонду прямых инвестиций Longreach. На тот момент общая рыночная стоимость акций составляла 674 миллиона долларов США.

## Другие проекты
Фудзита являлся директором компании Softbank. Занимал пост вице-председателя компании Toys R Us в Японии. Написал свою первую книгу «Еврейский способ ведения бизнеса», которая стала частью его автобиографии, раскрывающая темы антисемитизма и дискриминации. Эта книга была опубликована через год после того, как Фудзита открыл первый ресторан McDonald’s в Гинзе, книга сразу же завоевала интерес критиков и была продана тиражом более миллиона экземпляров.

## Смерть
Дэн Фудзита умер 21 апреля 2004 года от сердечной недостаточности в возрасте 78 лет.
Он умер всего лишь спустя два дня после смерти американского директора 'McDonald’s' Джима Канталупо. Дэн Фудзита оставил гигантский след в мире предпринимательства и развития фастфуда в Японии.